# El Castillo (Meta)
Pour les articles homonymes, voir El Castillo.
El Castillo est une municipalité située dans le département de Meta situé en Colombie. En 2005, El Castillo comptait 5 571 habitants.